# غودين غوابر (أملش الجنوبي)
غودین غوابر (بالفارسية: گودین گوابر) هي قرية تقع في إيران في غيلان. يقدر عدد سكانها بـ 69 نسمة بحسب إحصاء 2016.